# Паја и Јаре
Паја и Јаре је југословенски хумористички филм из 1973. године. Режирао га је Мило Ђукановић а сценарио су написали Гордан Михић и Мило Ђукановић.
Филм је сниман по мотивима телевизијске серије Камионџије.

## Радња
Паја и Јаре напуштају своју радну организацију, јер неће да се дошколују како би стекли потребне квалификације, и постају приватни аутопревозници. После многих перипетија ипак схватају да им је најбоље било у њиховом бившем предузећу, заједно уче и завршавају школу и поново се враћају у предузеће и настављају да возе.

## Улоге
| Глумац                 | Улога                                |
| ---------------------- | ------------------------------------ |
| Миодраг Петровић Чкаља | Јарић Т Живадин                      |
| Павле Вуисић           | Паја Чутура                          |
| Славка Јеринић         | Илинка Јарић                         |
| Боривоје Јовановић     | Јаретов отац                         |
| Радмила Савићевић      | Виолета                              |
| Александар Гаврић      | директор комбината                   |
| Рахела Ферари          | Госпођа Каначки                      |
| Милутин Бутковић       | Алексић                              |
| Жарко Митровић         | Тиосав                               |
| Душан Булајић          | судија                               |
| Драгомир Фелба         | муштерија                            |
| Ташко Начић            | муштерија                            |
| Мира Бањац             | Стрина Цана                          |
| Живка Матић            | баба                                 |
| Лепа Лукић             | певачица                             |
| Иван Ђурђевић          | ученик који пише састав поред Јарића |
| Радмила Гутеша         | наставница српског језика            |
| Предраг Лаковић        | Професор музике                      |
| Јованка Котлајић       | Баба у камиону                       |
| Милан Панић            |                                      |
| Зоран Лонгиновић       | Трубач                               |
| Маријан Ловрић         |                                      |
| Ђорђе Пура             |                                      |
| Растко Тадић           |                                      |
| Зорица Јовановић       |                                      |